# Manuel Scorza
Manuel Scorza (Lima, 9 de setembro de 1928 - Madrid, 27 de novembro em 1983) foi um romancista e poeta Peruano da geração do Indigenismo ou Neoindigenismo peruano. Foi um exilado sob o regime de Manuel Odría.

## Biografia
Scorza nasceu em 1928 de pai camponês e mãe índia. Mestiço, como quarenta e cinco por cento da população peruana, passou toda sua infância em Acoria (Huancavelica), um vilarejo dos Andes centrais.  Ele completou seus estudos na Colégio Militar Leoncio Prado, que também estudaram os escritores peruanos Mario Vargas Llosa e Herbert Morote Rebolledo, dentre outros. Após os primeiros estudos em escolas públicas, obteve uma bolsa que lhe permitiu retornar para Lima, local de nascimento. Em 1945 entrou para a Universidade Nacional Mayor de San Marcos e iniciou um período febril de atividade política.
Scorza escrevia poemas desde os 16 anos, e pertencia à redação oposicionista em 1948, quando aconteceu a implementação do ditadura de Manuel Odría. Embora sem ter assinado artigos políticos, Scorza foi preso por um ano e, aos 20 anos, Scorza foi forçado, após o golpe de  general Odría, a deixar o país como  exilado para o México, onde viveu por 7 anos. Lá ele completou seus estudos em literatura numa universidade local. Ele viveu no Chile e no Brasil e finalmente se estabeleceu em Paris, França, onde aprendeu  francês e conseguiu um trabalho de um certo prestígio leitor de  espanhol na Escola Normal Superior de Saint-Cloud.
Muitos dos versos que compõem o seu primeiro livro,As maldições( 1955), são o resultado do desespero em que estava imerso. Ele não voltou para o Peru até o fim da ditadura, 10 anos mais tarde. No entanto, foi em sua narrativa, a partir do qual Alejo Carpentier foi um dos seus professores, onde Scorza encontrou o lugar ideal para residir sobre os problemas sociais do Peru. Na origem de sua carreira literária está uma revolta camponesa de 1960, ocorrida nos Andes centrais do Peru, envolvendo interesses econômicos de uma companhia mineira norte-americana, que tentava expulsar os lavradores de suas terras.
Em 1981 ele foi o primeiro em uma lista de escritores de renome internacional que o jornal "Il Mattino" convidou-o para ir a Nápoles para escrever uma série de artigos sobre uma cidade que depois de um segundo terremoto havia retornado ligeiro ressurgimento em 1980. Em 1983, depois de ter lançado em fevereiro o seu mais recente romance, "A dança imóvel", o Boeing 747 da Avianca voo 11 que iniciou a viagem para Bogotá, Scorza juntamente com outros intelectuais indo participar de uma conferência destinada a fazer um balanço da cultura latino-americana, caiu em uma colina sobre a abordagem ao aeroporto de Madrid. Manuel Scorza faleceu em 27 de novembro de 1983, aos 54 anos.

## As cinco guerras silenciosas

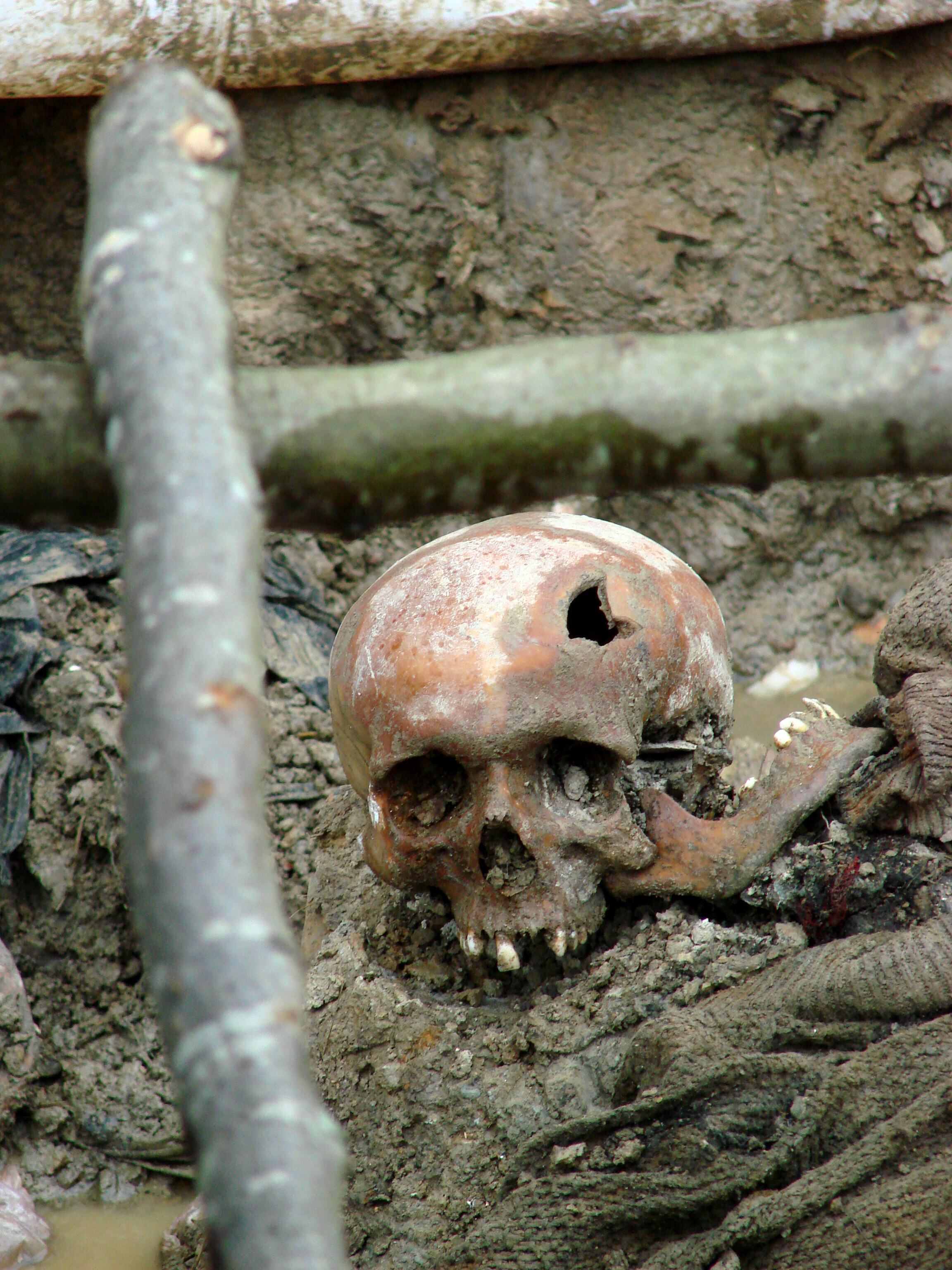
Depois do massacre de Chinche, Cerro de Pascose organiza para a grande batalha

As "Baladas" (ou "Cantares") compõe-se de cinco novelas onde são descritas as lutas do campesinato peruano dos Andes Centrais que eram simplesmente comunidades massacradas isoladamente, pelo que cada uma enfrentava sozinha o poder. Esta série de romances, ainda que cada novela constitua uma unidade independente, se sucedem numa sequência que as tornam partes de um todo. Todas as cinco guerras silenciosas apresentam-se com conteúdo de fantasia poética e uma denúncia política e social. Elas foram traduzida para mais de 40 países.
Baladas é um dos mais reconhecidos trabalhos da literatura peruana.
A primeira balada, Bom dia para os defuntos e Garabombo, o invisível (segunda balada) relatam os primórdios da luta, que precedem ao Cavaleiro Insone (Balada 3) onde se que descreve como foi que depois do massacre de Chinche, esses povos de Cerro de Pasco voltaram a se organizar para a grande batalha. As Baladas se completam com a publicação de Cantar de Agapito Robles (Balada 4) e A Tumba do Relâmpago (Balada 5) escrito entre 1977 e 1978, que fecha o ciclo de romances da "guerra silenciosa" (As Baladas) contando o final da história.
As Baladas aliam-se com uma visão do mundo profundamente humanista voltada a seu povo e, antes de mais nada, para a grande tarefa de uma luta nacional contra o latifundio e o neocolonealismo dos grandes cartéis.

### - Publicações em língua portuguesa(e original)
- Brasil: Bom dia para os defuntos / Portugal: Rufam tambores por Rancas

Redoble por Rancas (1970)
- Garabombo o Invisivel

Historia de Garabombo el Invisible (1972)
- O Cavaleiro Insone

El Jinete Insomne (1977)
- Cantar de Agapito Robles

Cantar de Agapito Robles (1977)
- A Tumba do Relâmpago

La Tumba del Relámpago (1979)
- A Dança Imóvel

La danza inmóvil (1983)

### Outras publicações em espanhol
- Las Imprecaciones (1955)
- Los adioses (1959)
- Desengaños del mago (1961)
- Poesía amorosa (1963)
- El vals de los reptiles (1970)
- Poesía incompleta (1970)